# 762-es főút (Magyarország)
A 762-es főút másodrendű főút Zala vármegye székhelyén, Zalaegerszegen; lényegében a város belső útjainak egyike. 2006 előtt a 76-os főút része volt, csak azóta számozódik külön számon, amióta a 76-osnak elkészült a városközpontot északról elkerülő szakasza.

## Nyomvonala
Több térképen olyan útként szerepel, mint ami a 74-es és 76-os főutak keresztezésétől indul, Zalaegerszeg keleti részén, nyugati irányban, vagyis a 76-os egyenes folytatásaként, Balatoni út néven. [Sőt, a Google Utcakép felvételeinek tanúsága szerint KRESZ-táblán kiírva is látható a 762-es útszám ezen útszakasz elején.] A kira.kozut.hu elvileg hivatalosnak számító adatai alapján azonban az autóbusz-állomásnak is helyet adó Balatoni út (2024. decemberi állapot szerint) önkormányzati útnak minősül, a 762-es kezdőpontja pedig az említett csomóponttól majdnem pontosan 2,5 kilométerrel nyugatabbra található, a városi buszok Olai templom nevű megállója melletti kereszteződésnél. (Ugyanabban a kereszteződésben van a 74 103-as számú mellékút kezdőpontja is, amely út a város Ebergény nevű városrészébe vezet.)
Innentől számítva az első, bő fél kilométernyi szakaszán Ola utca a neve, így húzódik a névadó Ola városrész főutcájaként, majd az olai temetőt elhagyva a Hock János utca nevet veszi fel. Körülbelül 2 kilométer után hagyja el a városrész utolsó lakóházait, 2,7 kilométer után pedig egy elágazáshoz ér – ott a 7405-ös út ágazik ki belőle, mely a 86-os főút Kálócfa-Zalabaksa közti szakaszáig vezet –, és ugyanott északnak fordul.
Kevéssel ezután szintben keresztezi a Boba–Bajánsenye-vasútvonalat és áthalad a Zala hídján, a folyó túlpartján pedig már Gébárt és Andráshida városrészek határvonalán folytatódik. Kelet felől beletorkollik a 7406-os út, mely a megyeszékhely északi, Zala-balparti városrészeit kapcsolja össze, majd egyetlen utcasarokkal arrébb kiágazik belőle észak-északkelet felé a 7404-es út, mely Andrásfa községig vezet.
Innen egy kicsit nyugatabbnak fordul és úgy húzódik tovább, Andráshida lakott területének keleti, északkeleti, majd északi szélén. Utolsó szakaszán áthalad egy körforgalmú csomóponton, ahol újból északi irányt vesz, kevéssel ezután pedig véget is ér, csatlakozva a 76-os főúthoz, annak a 60+600-as kilométerszelvényénél, egy újabb körforgalomban. Egyenes folytatása a 74 301-es számú mellékút, mely Hatház városrész központjába vezet.
Teljes hossza, az országos közutak nyilvántartását szolgáló kira.kozut.hu adatbázisa szerint 4,444 kilométer.